# Teorema de Prokhorov
Em teoria da medida, o teorema de Prokhorov relaciona o aperto das medidas à compacidade (e assim à convergência fraca) no espaço das medidas de probabilidade. Recebe este nome em homenagem ao matemático russo Yuri Prokhorov, que considerava medidas de probabilidade em espaços métricos separáveis completos. O termo "teorema de Prokhorov" é também aplicado a generalizações posteriores tanto às afirmações diretas, como inversas.

## Afirmação do teorema
Considere {\displaystyle (S,\rho )} um espaço métrico separável. Considere que {\displaystyle {\mathcal {P}}(S)} denota a coleção de todas as medidas de probabilidade definidas em {\displaystyle S} (com sua σ-álgebra de Borel).
O teorema de Prokhorov afirma que:
1. Uma coleção {\displaystyle K\subset {\mathcal {P}}(S)} de medidas de probabilidade é apertada se e apenas se o fecho de {\displaystyle K} for sequencialmente compacto no espaço {\displaystyle {\mathcal {P}}(S)} equipado com a topologia de convergência fraca;
2. O espaço {\displaystyle {\mathcal {P}}(S)} com a topologia de convergência fraca é metrizável;
3. Suponha que, além disso, {\displaystyle (S,\rho )} é um espaço métrico completo (de modo que {\displaystyle (S,\rho )} é um espaço polonês). Há uma métrica completa {\displaystyle d_{0}} em {\displaystyle {\mathcal {P}}(S)} equivalente à topologia de convergência fraca. Ademais, {\displaystyle K\subset {\mathcal {P}}(S)} é apertada se e apenas se o fecho de {\displaystyle K} em {\displaystyle ({\mathcal {P}}(S),d_{0})} for compacto.[2]

## Corolários
Para espaços euclidianos, temos que:
- Se {\displaystyle (\mu _{n})} for uma sequência apertada em {\displaystyle {\mathcal {P}}(\mathbb {R} ^{k})} (a coleção de medidas de probabilidade em um espaço euclidiano {\displaystyle k}-dimensional), então, há uma subsequência {\displaystyle (\mu _{n_{k}})} e uma medida de probabilidade {\displaystyle \mu \in {\mathcal {P}}(\mathbb {R} ^{k})}, tal que {\displaystyle \mu _{n_{k}}} converge fracamente a {\displaystyle \mu }.
- Se {\displaystyle (\mu _{n})} for uma sequência apertada em {\displaystyle {\mathcal {P}}(\mathbb {R} ^{k})}, tal que toda subsequência fracamente convergente {\displaystyle (\mu _{n_{k}})} tem o mesmo limite {\displaystyle \mu \in {\mathcal {P}}(\mathbb {R} ^{k})}, então, a sequência {\displaystyle (\mu _{n})} converge fracamente a {\displaystyle \mu }.[3]

## Extensão
O teorema de Prokhorov pode ser estendido para considerar medidas complexas ou medidas sinalizadas finitas.
Suponha que {\displaystyle (S,\rho )} é um espaço métrico separável completo e {\displaystyle \Pi } é uma família de medidas complexas de Borel em {\displaystyle S}. As seguintes afirmações são equivalentes:
- {\displaystyle \Pi } é sequencialmente compacta, isto é, toda sequência {\displaystyle \{\mu _{n}\}\subset \Pi } tem uma subsequência fracamente convergente.
- {\displaystyle \Pi } é apertada e uniformemente limitada em norma de variação total.[4]

## Comentários
Já que o teorema de Prokhorov expressa o aperto em termos de compacidade, o teorema de Arzelà–Ascoli é frequentemente usado para substituir a compacidade: em espaços de função, isto leva a uma caracterização do aperto em termos do módulo de continuidade ou um análogo apropriado.
Há várias extensões profundas e não triviais ao teorema de Prokhorov. Entretanto, estes resultados não obscurecem a importância e a relevância das aplicações do resultado original.